# Mike McCormack (scrittore)
Mike McCormack (Londra, 1965) è uno scrittore irlandese.

## Biografia
Nato a Londra nel 1965, è cresciuto nella Contea di Mayo, in Irlanda, e vive a Galway.
Insegnante di scrittura creativa all'Università Nazionale d'Irlanda, ha pubblicato due raccolte di racconti e tre romanzi.
Con il suo terzo romanzo, Ossa di sole, ha vinto il prestigioso International IMPAC Dublin Literary Award nel 2018 con questa motivazione: "...formally ambitious, stylistically dauntless and linguistically spirited".

## Opere principali

### Romanzi
- (EN) Crowe's Requiem, Henry Holt and Co., 1999  [1998], ISBN 978-0805053708.
- (EN) Notes from a Coma, Jonathan Cape, 2005, ISBN 978-0224073615.
- (IT) Ossa di sole (Solar Bones), traduzione di Luca Fusari, Milano, Milano, Il Saggiatore, 2018  [2016], ISBN 978-88-428-2487-9.

### Racconti
- (EN) Getting It In the Head, Canongate Canons, 2017, ISBN 978-1786891396.
- (EN) Forensic Songs, Soho Press, 2014, ISBN 978-1616954147.

## Premi e riconoscimenti
- Premio Rooney per la letteratura irlandese: 1996 vincitore con Getting It In the Head
- Goldsmiths Prize: 2016 vincitore con Ossa di sole
- Irish Book Awards: 2016 vincitore con Ossa di sole
- Booker Prize: longlist con Ossa di sole
- International IMPAC Dublin Literary Award: 2018 vincitore con Ossa di sole